# Robin Llwyd ab Owain
 (juillet 2020).
Améliorez-le ou discutez des points à vérifier. 
Conformément à la pratique observée en langue galloise, le nom de famille se compose du préfixe « ab » et du prénom de l’ascendant, « Owain ». « Robin » est le prénom.
Pour les articles homonymes, voir Llwyd.
Robin Llwyd ab Owain, né en juin 1958, est un poète gallois. Il a remporté un prix à l’Eisteddfod Genedlaethol, un festival national du Pays de Galles, en 1991 pour un poème en gallois intitulé Merch Ein Amserau (La Fille de nos temps). Il est le fils du poète et auteur Owain Owain.

## Biographie

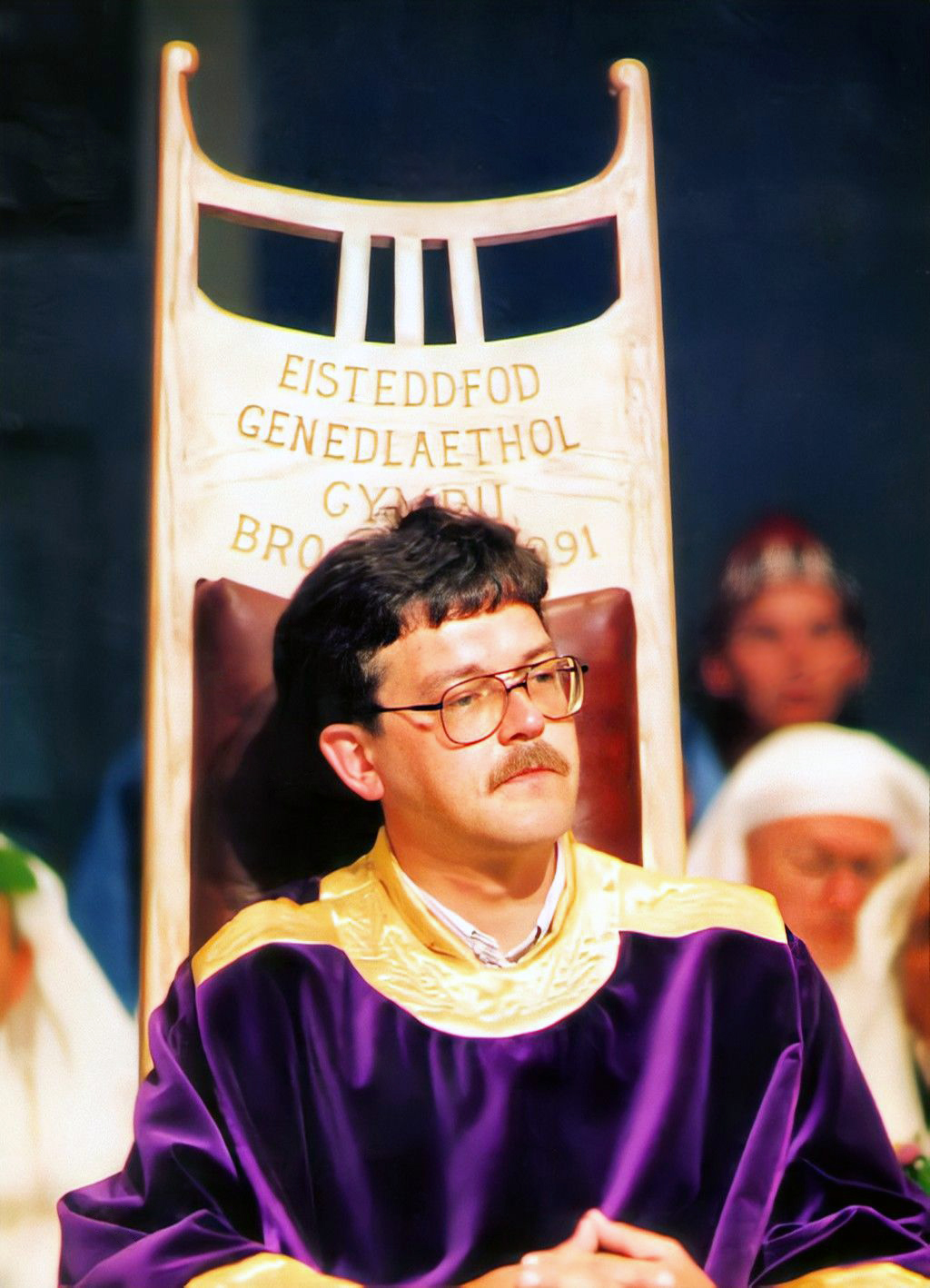
Robin Owain à l’Eisteddfod 1991

Robin Llwyd ab Owain vit à Ruthin et a deux enfants. Il est un homme d'affaires local, et a été maire de Ruthin de 1990 à 1991. 
En décembre 1996, il publie ses poèmes sur le web,[pertinence contestée]. Ses poèmes ont été lus à la télévision par l'acteur Rhys Ifans.
Robin Llwyd est également auteur de chansons, dont plusieurs ont été chantées par Bryn Terfel (notamment Brenin y Ser, soit le Roi des Étoiles) et Rhys Meirion (Pedair Oed).
Contributeur à Wikipédia en gallois, il a par ailleurs été employé par Wikimedia UK pour promouvoir la version linguistique de l’encyclopédie.